# Cerro Navia
Cerro Navia ist eine Gemeinde in Chile. Sie gehört zu den westlichen Stadtteilen von Groß-Santiago und wurde 1981 unter der Militärdiktatur von Augusto Pinochet offiziell als Kommune gegründet. Hier leben 132.622 Menschen. Die Fläche insgesamt beträgt 11 km², davon sind 9 km² bebautes Land. In Cerro Navia leben 12.000 Einwohner pro km². Der Armutsindex liegt überdurchschnittlich bei 35 % (CASEN 2017) (RM: 20 %).

## Stadtansichten

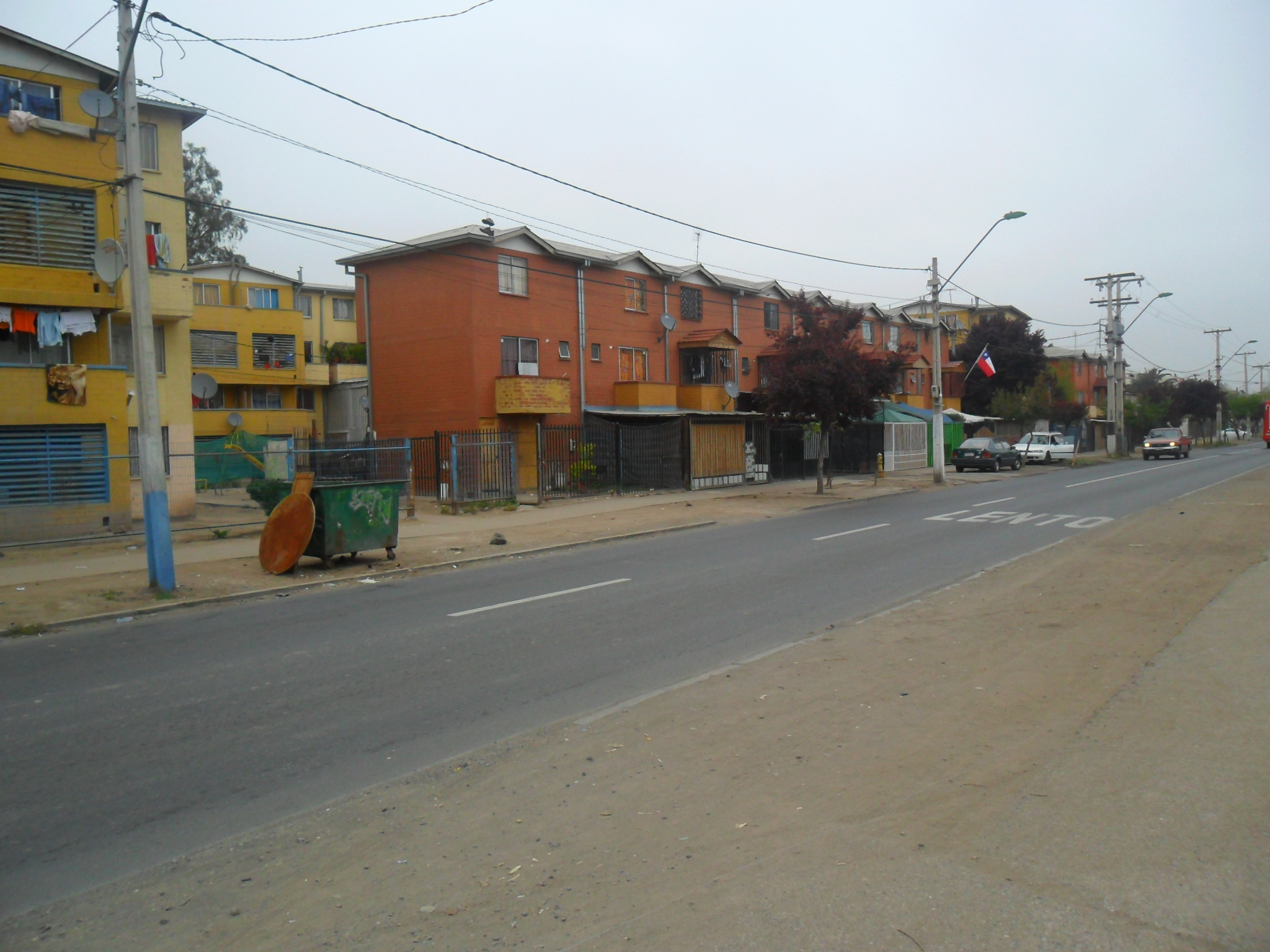
Wohnanlage Población Resbalón, Baujahr 2001.